# Đại hoa đỏ
Đại hoa đỏ, hoa đại hay bông sứ, (danh pháp hai phần: Plumeria rubra) là một loài thực vật thuộc chi Đại, họ Trúc đào. Đây là một trong các loài thực vật đầu tiên được Carl Linnaeus, cha đẻ của ngành phân loại học mô tả.
Cây có nguồn gốc ở México, Trung Mỹ, Colombia và Venezuela, được trồng khắp thế giới, thích hợp với khí hậu nhiệt đới và cận nhiệt đới. Cây được trồng nhiều trong các vườn bách thảo, đền chùa và nghĩa trang.
Cây đại (sứ) có thể cao đến 7 m- 8 m, hoa thơm, màu hồng, trắng hay vàng, nở mùa hè và mùa thu.
Plumeria rubra có nhiều dạng:

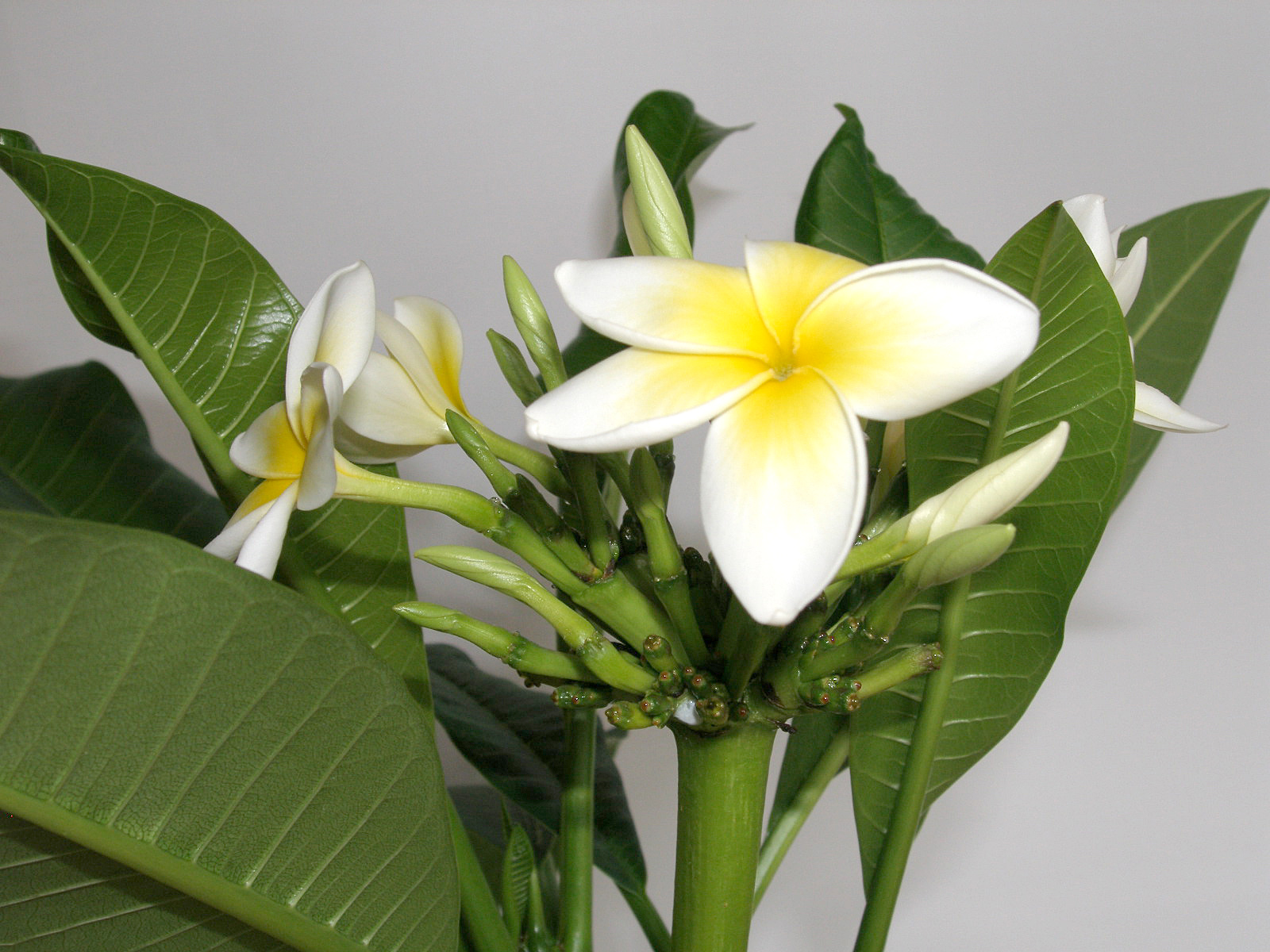
Hoa sứ trắng

- Plumeria rubra f. rubra: hoa màu hồng, tâm vàng.
- Plumeria rubra f. lutea: hoa vàng, đôi khi pha hồng.
- Plumeria rubra f. acutifolia: hoa trắng, tâm vàng, đôi khi pha hồng.
- Plumeria rubra f. tricilor: hoa trắng, rìa hồng, tâm vàng.

Một số dạng hoa sứ là cây lai giữa Plumeria rubra với Plumeria obtusa (sứ lá tù), các dạng này có lá tù hơn Plumeria rubra.

## Hình ảnh

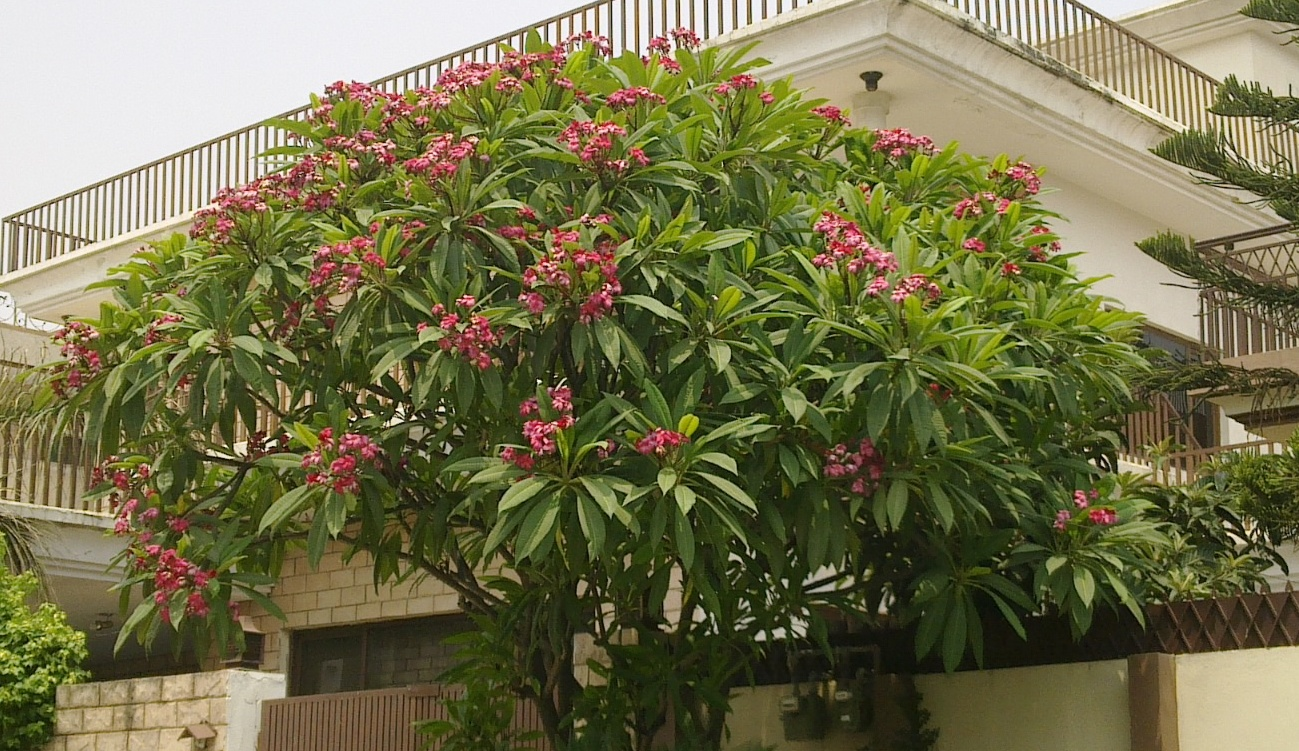
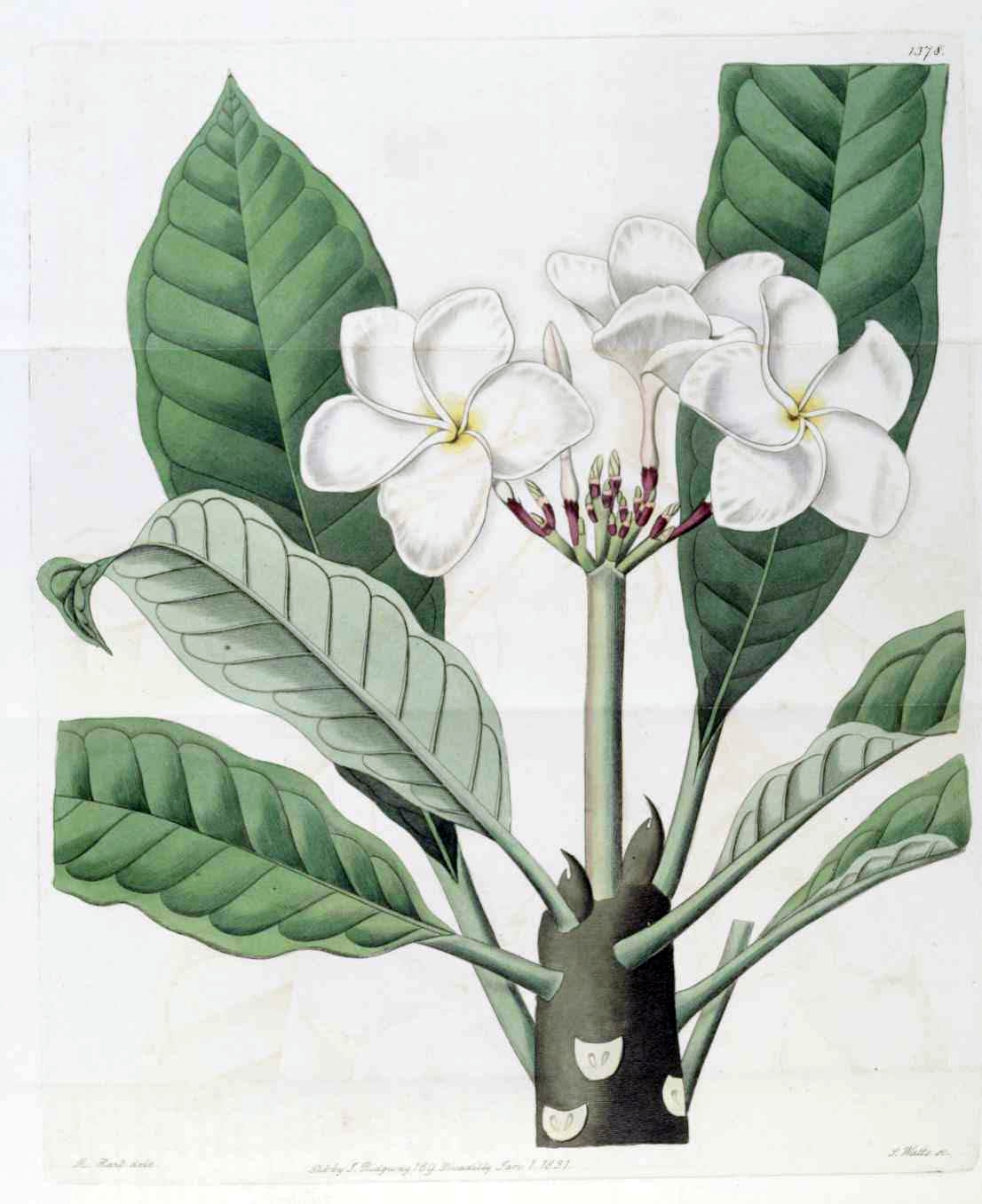
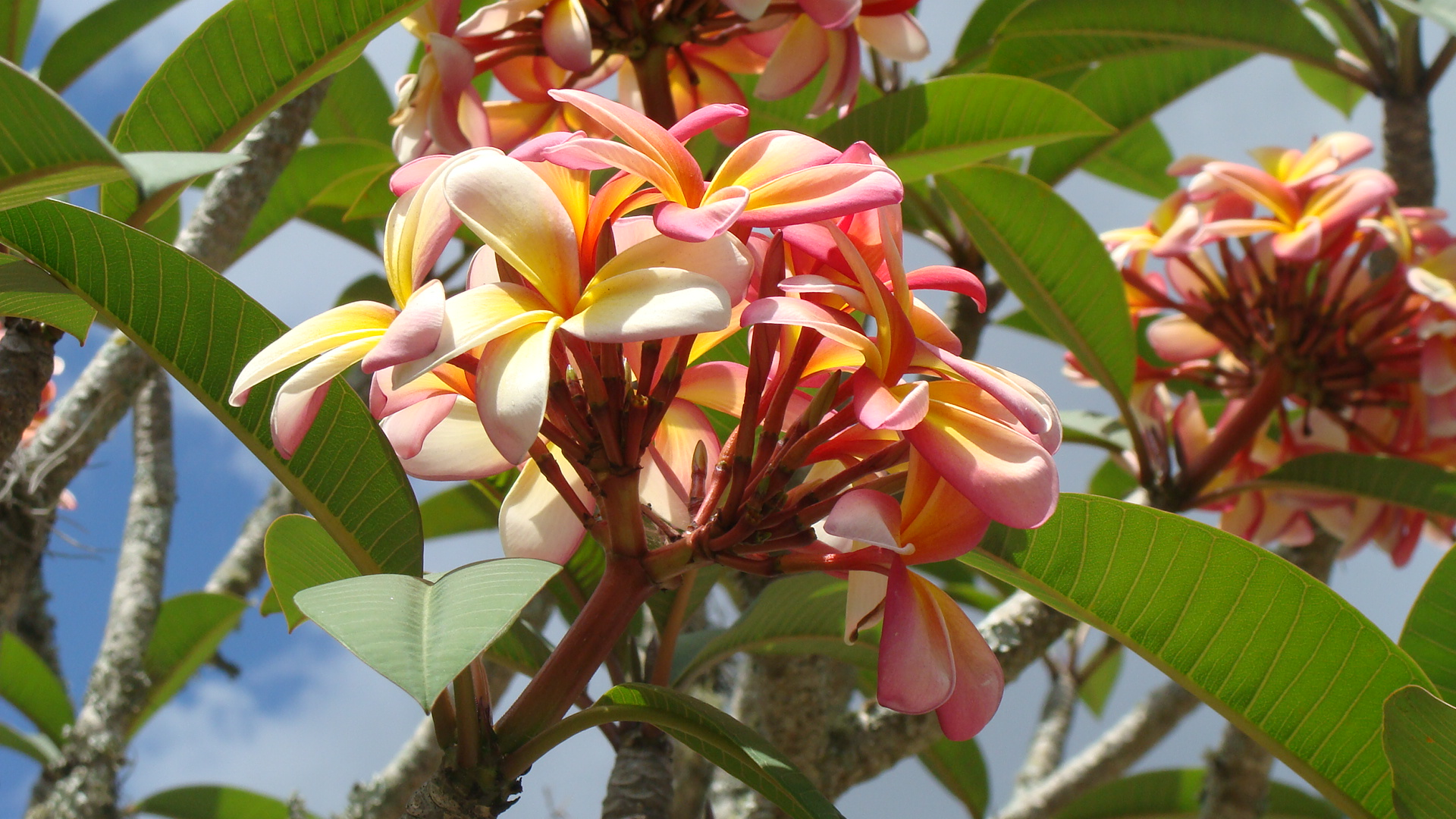
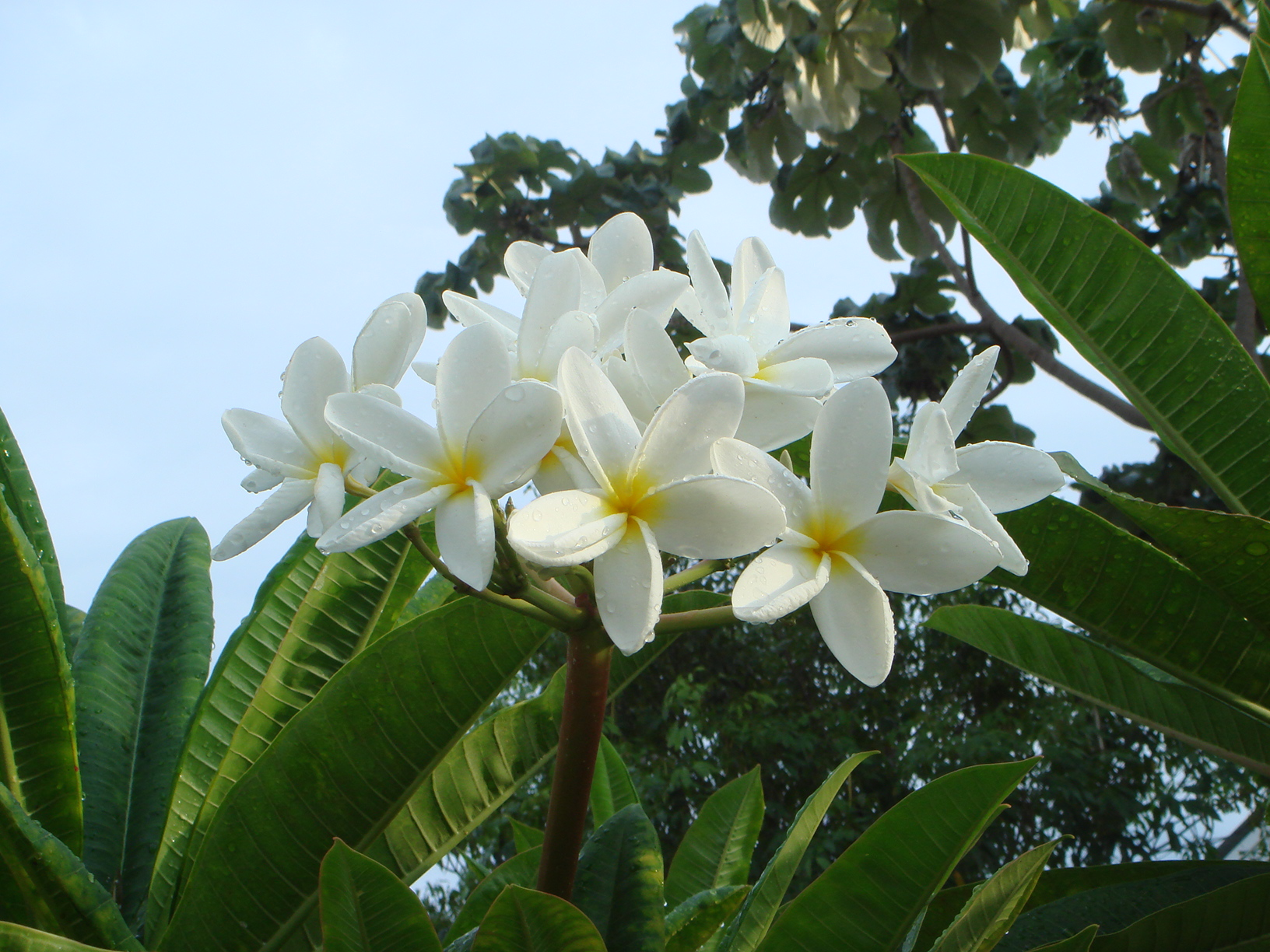